# Milica Jovanović
Milica Jovanović (cyr. Милица Joвaнoвић; ur. 14 sierpnia 1989 w Nikšiciu) – czarnogórska koszykarka, występująca na pozycji środkowej, reprezentantka kraju, od 2021 zawodniczka DVTK Miszkolc.

## Osiągnięcia
Stan na 15 maja 2023, na podstawie, o ile nie zaznaczono inaczej.

### Drużynowe
- Mistrzyni Grecji (2017)
- Wicemistrzyni Czarnogóry (2009)[3]
- Brązowa medalistka mistrzostw Węgier (2022, 2023)
- Zdobywczyni pucharu:
  - Grecji (2017)
  - Czarnogóry (2018)
  - Węgier (2022)[4]
- Finalistka:
  - pucharu:
    - Włoch (2011)[5]
    - Czarnogóry (2009)[3]

  - Superpucharu Włoch (2011)[6]
- Uczestniczka międzynarodowych rozgrywek:
  - Euroligi (2020/2021, 2022/2023)
  - Eurocup (2007–2009, 2016/2017, 2019/2020, 2021/2022)

### Indywidualne
(* – nagrody przyznane przez portal eurobasket.com)
- Zaliczona do składu honorable mention ligi węgierskiej (2022)*[4]

### Reprezentacja

#### Seniorska
- Uczestniczka:
  - mistrzostw Europy:
    - 2011 – 6. miejsce, 2013 – 9. miejsce, 2015 – 7. miejsce, 2017 – 16. miejsce, 2019 – 12. miejsce, 2021 – 12. miejsce
    - dywizji B (2009)

  - kwalifikacji do Eurobasketu (2010/2011, 2012/2013, 2016/2017, 2018/2019, 2020/2021, 2022/2023)
- Liderka Eurobasketu w blokach (2019 – 2)[7]

#### Młodzieżowe
- Mistrzyni Europy U–20 dywizji B (2007)
- Wicemistrzyni Europy U–16 (2004)
- Uczestniczka mistrzostw Europy:
  - U–20 (2008 – 11. miejsce, 2009 – 16. miejsce)
  - U–16 (2004, 2005)
  - U–18 dywizji B (2007)